# تريدة
التريد أو الثريدة من أشهر أطباق أطعمة وأكلات المطبخ الجزائري التقليدي، يتم إعداده من السميد (الدقيق) وبعض الملح، ويسكب عليه الماء إلى أن يشكل عجينة متماسكة، ثم يترك تلك العجينة لمدة تصل إلى 20 دقيقة. بعدها تعجن العجينة عجنا جيدا حتى تصبح لينة جدا، ثم تُقسم إلى كريات صغيرة لتسهل عملية بسطها ومدها على شكل رقائق. وبعد ذلك تترك الرقائق تجف قليلا، ثم تقطع في مستطيلات، وبالإمكان ربح الوقت بوضع مستطيلات طويلة نوعا ما فوق بعضها بعضا وتقطيعها إلى مربعات صغيرة. وبعد ذلك يجب نزع المربعات من بعضها بعضا لكي لا تلتصق معا، ثم يتم تركها تجف، والأفضل وضعها فوق قطعة قماش، وبعد جفاف مربعات التريدة بالإمكان الاحتفاظ بها وتخزينها في مكان جاف لمدة سنة كاملة، من دون تلفها. والأفضل عدم استعمال مربعات التريدة إلا بعد انقضاء فترة من الوقت، وبعد جفافها بشكل أفضل.
تحضر التريدة مثل الشخشوخة والكسكسي، يحضر مرقها بلحم الدجاج أو البقر أو الخرفان، يطهى بالبصل والثوم وقليل من الزبدة والزيت والطماطم.